# Chris Devenski
Christopher Michael Devenski (Cerritos, 13 novembre 1990) è un giocatore di baseball statunitense che gioca nel ruolo di lanciatore per gli Tampa Bay Rays della Major League Baseball (MLB).

## Carriera
Devenski fu scelto dai Chicago White Sox nel 25º giro del draft 2011. Il 3 agosto dell'anno successivo fu scambiato con gli Houston Astros in cambio di Brett Myers.. Con essi debuttò nella MLB l'8 aprile 2016, al Miller Park di Milwaukee contro i Milwaukee Brewers. Nella sua prima stagione professionistica ebbe un record di 4 vittorie e 4 sconfitte, con una media PGL di 2.93. L'anno successivo fu convocato per il primo All-Star Game della carriera al posto dell'infortunato compagno di squadra Dallas Keuchel. A fine anno Houston batté i Los Angeles Dodgers nelle World Series 2017, conquistando il primo titolo in 56 anni di storia. In quella serie, Devenski apparve in cinque partite, lanciando complessivamente 5 inning e risultando il lanciatore vincente di gara 2. Divenne free agent il 30 ottobre 2020.
Il 20 gennaio 2021, Devenski firmò un contratto di minor league con gli Arizona Diamondbacks. Il 15 maggio venne inserito nella lista degli infortunati per 60 giorni per un infortunio al braccio destro. Il 6 giugno si sottopose alla Tommy John surgery, concludendo ufficialmente la sua stagione.

## Palmarès

### Club
- World Series: 1

Houston Astros: 2017

### Individuale
- MLB All-Star: 1

2017